# سیلیکوا
سیلیکوا (به ایتالیایی: Siliqua) یک کومونه در ایتالیا است که در استان کالیاری واقع شده‌است. سیلیکوا ۱۹۰٫۴ کیلومتر مربع مساحت و ۴٬۰۴۶ نفر جمعیت دارد و ۶۶ متر بالاتر از سطح دریا واقع شده‌است.